# Dominikanerinnenkloster Neustadt am Main

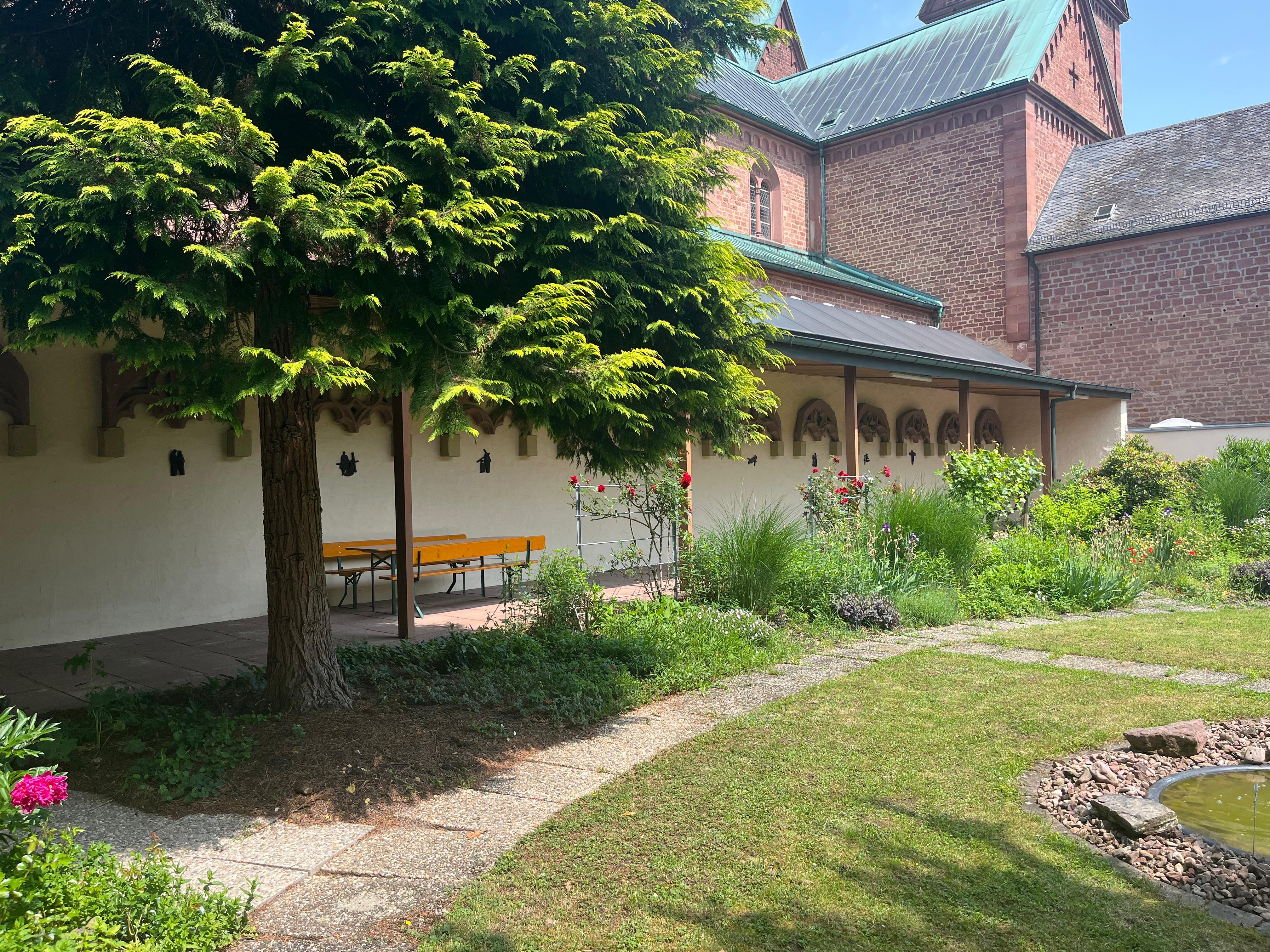
Innenhof des Klosters

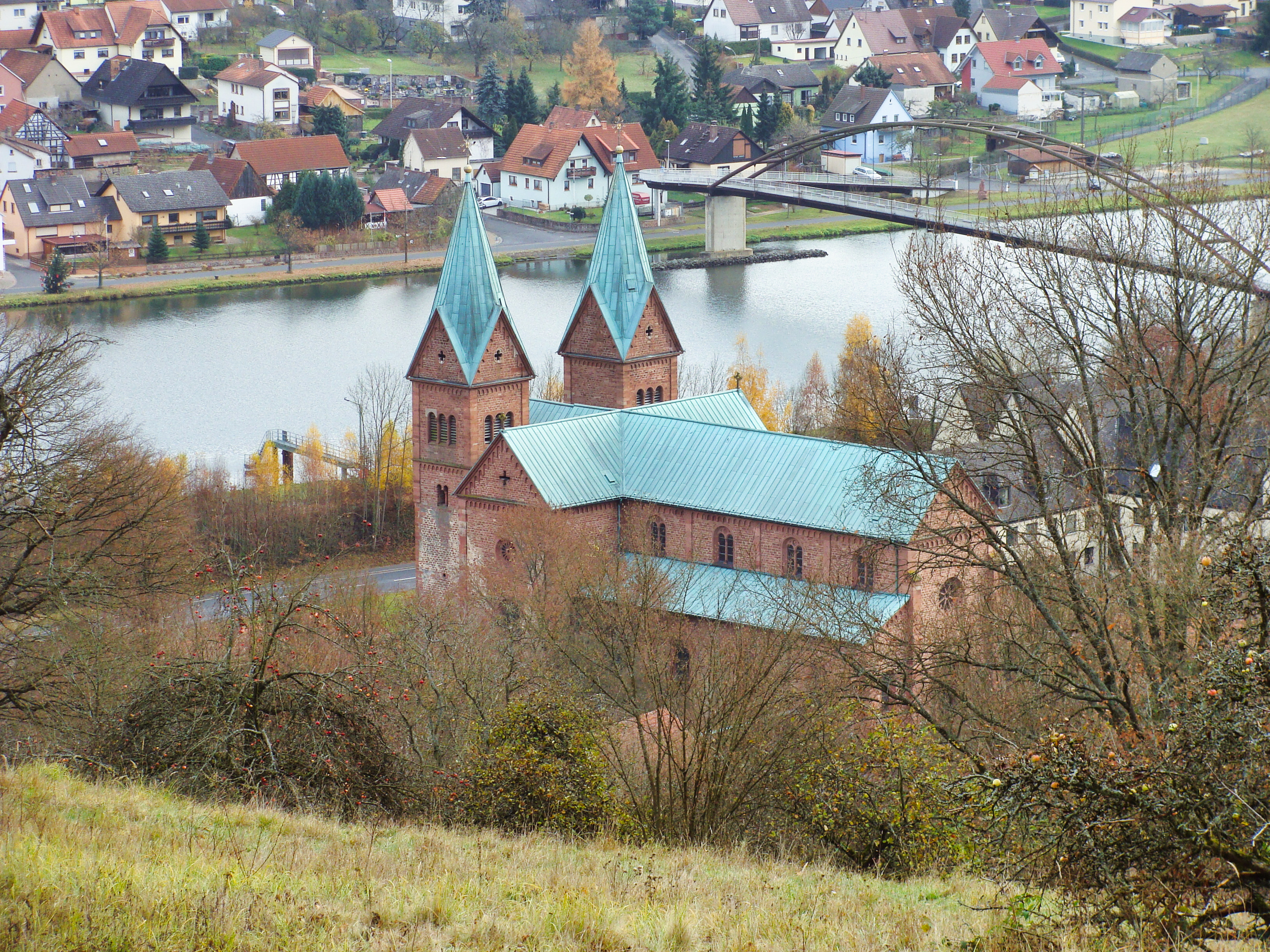
Die Pfarrkirche in Neustadt am Main. sie gehörte nicht zum Domininikanerinnenkloster

Das Dominikanerinnenkloster Neustadt am Main war ein Kloster der Missions-Dominikanerinnen (Dominikanerinnen der heiligen Katharina von Siena von Oakford, Natal) in Neustadt am Main. Es bestand von 1909 bis 2023.

## Geschichte

### Von der Gründung bis 1958
Im Jahr 1909 suchte die in Südafrika entstandene Gemeinschaft der Missions-Dominikanerinnen als erste Niederlassung des Ordens in Deutschland ein Haus zur Ausbildung junger Missionarinnen. Sie wohnten ab dem 14. Mai 1909 zuerst im Sommerhaus des Abtes der einstigen Benediktinerabtei im Seegarten in Neustadt. Die Generaloberin der Dillinger Franziskanerinnen bot ihnen diese Unterkunft an, die die Franziskanerinnen vom Fürsten Löwenstein gepachtet hatten. Im Herbst 1909 zogen die Dominikanerinnen in das größere Rentamt der ehemaligen Benediktinerabtei Neustadt am Main. Das Rentamt hatte bis dahin den Dillinger Franziskanerinnen als Ferienhaus gedient. Etwas später kehrte Mutter Aloysia, die erste Oberin der entstehenden Gemeinschaft der Dominikanerinnen, mit den Postulantinnen nach Südafrika zurück und ließ Mutter Lucy und Mutter Gabriel in Neustadt zurück mit der Aufgabe, ein Erprobungshaus für Kandidatinnen aufzubauen. Der Konvent wurde dem Patronat des heiligen Josef unterstellt und hieß fortan „Missionshaus St. Josef, Neustadt am Main“.
Dank eines Zuschusses der Missionsgesellschaft St. Xaver in Aachen konnten die Dominikanerinnen im Zweiten Weltkrieg das Rentamt in Neustadt kaufen, später auch die restlichen Klostergebäude einschließlich der Ruine der Benediktinerabtei.

### Von 1959 bis 2023
Als im August 1959 die Franziskanerinnen in Neustadt von ihrer Ordensleitung abberufen worden waren, übernahmen die Dominikanerinnen deren Aufgaben im Kindergarten und in der Krankenpflege. Für den Neubau eines Klosters wurde ab 1. Juli 1960 die Ruine des Benediktinerklosters abgerissen. Das Bayerische Landesamt für Denkmalpflege lehnte eine Grabung ab. Beim Abriss gingen viele Reste des alten Benediktinerklosters verloren. Am 3. März 1962 weihte Bischof Josef Stangl das neu gebaute Kloster („Missionshaus St. Josef“) ein.
Das nächste Projekt, das Haus St. Michael, war ein Rehabilitationszentrum für psychisch Behinderte, das erste für Bayern. In den Gebäuden des ehemaligen Benediktinerklosters, die seit 1974 mit Kosten von mehr als sechs Millionen DM erneuert worden waren, zogen im Herbst 1977 die ersten Rehabilitanden ein. 50 Wohn- und Arbeitsplätze für Männer und Frauen standen anfangs zur Verfügung. Die Betreuung, Anleitung und hauswirtschaftliche Versorgung übernahmen sieben Ordensfrauen aus dem Kloster sowie neun weitere Mitarbeiter. Träger des Rehabilitationszentrum war die Caritas Würzburg.
Das von 1960 bis 1962 erbaute Kloster wurde Ende der 1990er Jahre in mehreren Abschnitten umgebaut und den damaligen Bedürfnissen angepasst. Unter anderem wurde die Außenansicht völlig verändert. Seit dem 1. Januar 2005 wurde das Haus St. Michael vom Erthal-Sozialwerk geführt. Gesellschafter des Sozialwerkes sind jeweils zur Hälfte der Caritasverband für das Bistum Würzburg und das St. Josefs-Stift in Eisingen. Im Mai 2017 wurde das Haus St. Michael in Neustadt am Main geschlossen und nach Würzburg verlegt.
2022 lebten im Kloster noch 13 alte Ordensschwestern. Im November 2022 gab die Ordensgemeinschaft bekannt, dass das Kloster in Neustadt Anfang 2023 geschlossen werden wird. Die Schwestern zogen in eine neu gebaute Seniorenresidenz in Kist (Landkreis Würzburg).

## Nachnutzung
Nach dem Auszug der Ordensschwestern kauften 2024 zwei Investoren das Klostergelände, um dort ein Gesundheits- und Begegnungszentrum einzurichten. Es gibt bisher einen integrativen Kindergarten, eine physiotherapeutische Praxis und eine Intensivpflegeeinrichtung (Stand 2025). Weitere Vorhaben sind geplant.